# Martine Martinel
Martine Martinel, née le 26 septembre 1953 à Toulouse (Haute-Garonne) est une personnalité politique française, membre du PS.

## Biographie
Enseignante de formation, elle est élue députée de la XIIIe législature le 17 juin 2007 dans la 4e circonscription de la Haute-Garonne et réélue le 17 juin 2012.
Son rapport pour le projet de loi de finances 2012 pointait les dérives de la gouvernance d'Alain de Pouzilhac à la tête de l'Audiovisuel Extérieur de la France. Ces dérives ont été confirmées ensuite par la Cour des Comptes dans son rapport public annuel de 2013.[réf. nécessaire]
En tandem avec Christophe Girard, elle est chargée du projet Culture dans la campagne de Vincent Peillon pour la primaire citoyenne de 2017.

## Anciens mandats
- 2005 - 2007 : Conseillère municipale de Toulouse
- 2007 - 2017 : Députée de la Haute-Garonne
- 2004 - 2013 : Conseillère générale de la Haute-Garonne (canton de Toulouse-3)